# Kornvallmo
Kornvallmo (Papaver rhoeas) är en ettårig växt inom släktet vallmor och familjen vallmoväxter. Den blir upp till 80 centimeter hög och blommar från juni till augusti med vanligen klarröda blommor. Odlade varianter kan ha en blomfärg som varianter från vit, rosa till röd. Blomskaft och stjälk är täckta med styva utåtriktade hår, vilket även de flikiga bladen är. Blomknopparna är tilltryckta eller utspärrat håriga, och kronbladen är breda och har ibland en svart fläck nertill.

## Förekomst
Kornvallmo är vanlig och kan påträffas på odlad jord, men även på ruderatmark och vid vägkanter. Den anses vara ett ogräs i Sverige och dess utbredning sträcker över Syd- och Mellansverige. Den är vanligast i Skåne, Öland och Uppland. Första fynduppgiften publicerades på 1600-talet, men arten är känd redan under medeltiden.

## Symbol för de stupade
Blomman är även en symbol för många inom det brittiska samväldet till minne av de stupade under första världskriget; kornvallmon upplevde en massblomning på slagfälten efter krigsslutet. Varje år genomför Royal British Legion en Poppy appeal ('vallmoupprop') i samband med minnesdagen Armistice Day (Rememberance Day) den 11 november.
Symboliken är även levande i den japanska animerade filmen Kokuriko-zaka kara ('Från Vallmokullen'), där huvudpersonens far gått bort under Koreakriget. 

## Bildgalleri

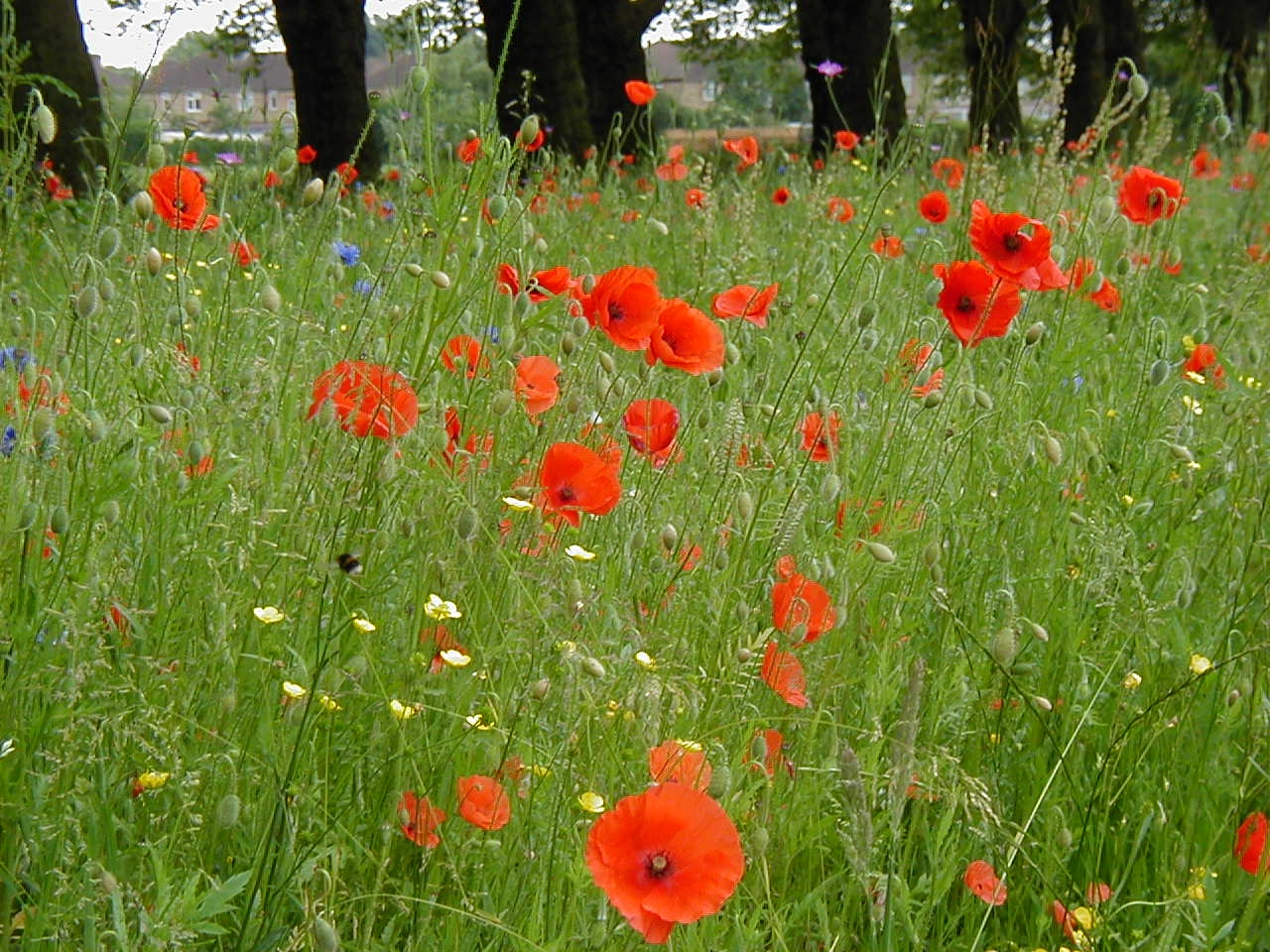
Blommor på vall/äng.
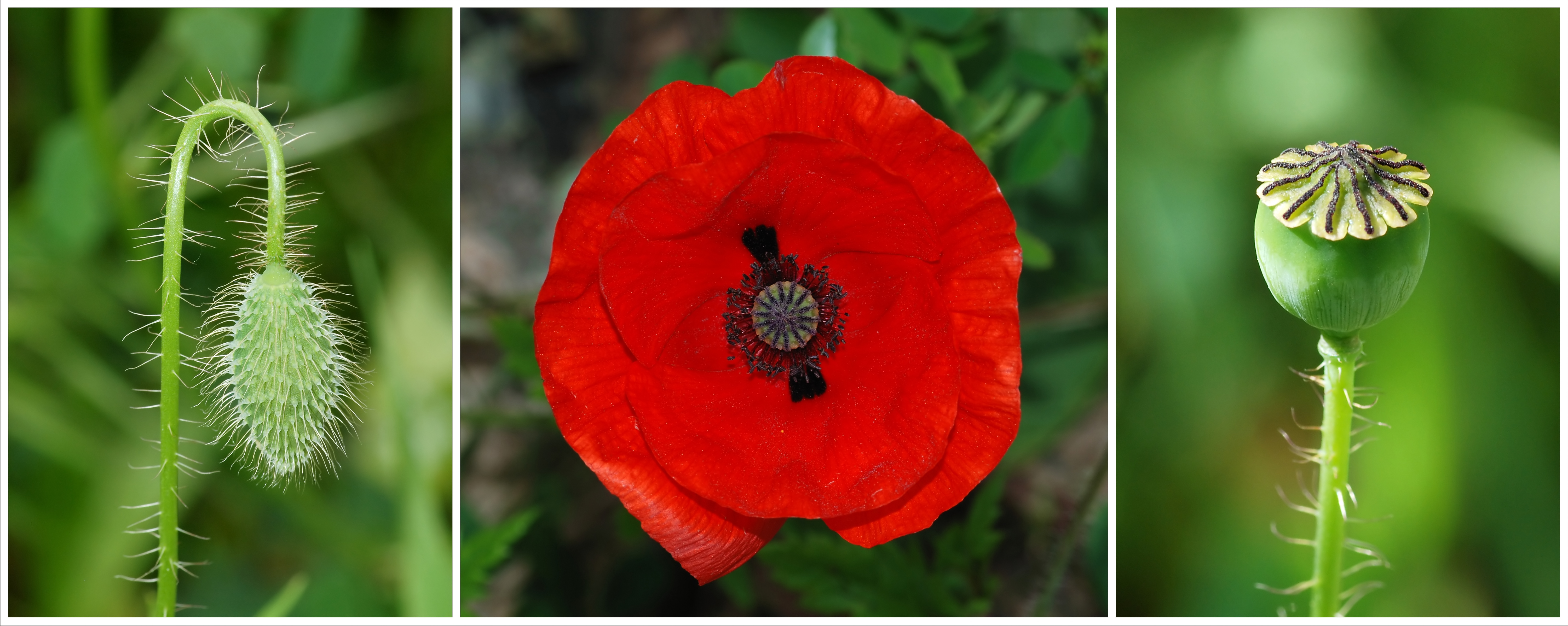
Blomknopp, utslagen blomma, frökapsel.